# أوليفييه تشارلز
أوليفييه تشارلز (بالفرنسية: Olivier Charles)‏ هو لاعب دوري الرغبي فرنسي، ولد في 12 يوليو 1979.

## روابط خارجية
- أوليفييه تشارلز على موقع ItsRugby.co.uk (الإنجليزية)